# گوندوز عباسوف
گوندوز شمس‌الدین اوغلو عباسوف (زاده ۲۰ نوامبر ۱۹۳۰، باکو - درگذشته ۲۱ اوت ۱۹۹۵، باکو) بازیگر، نویسنده، مترجم و هنرمند آذربایجانی است. از فیلم‌هایی که وی در آنها بازی کرده می‌توان به فیلم بابک اشاره نمود.